# Associated Equipment Company

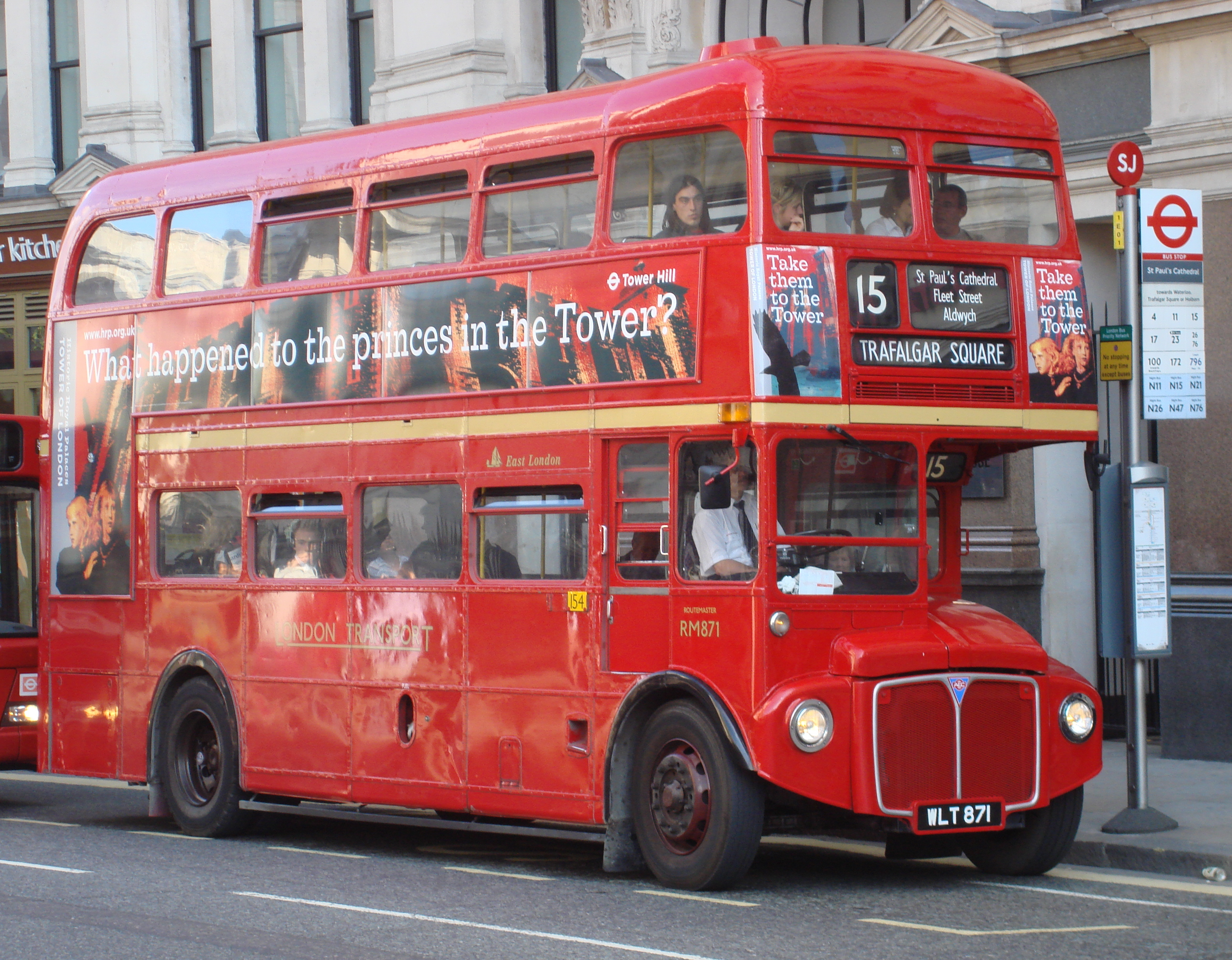
Routemaster

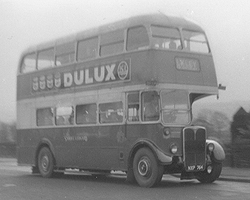
AEC Regent

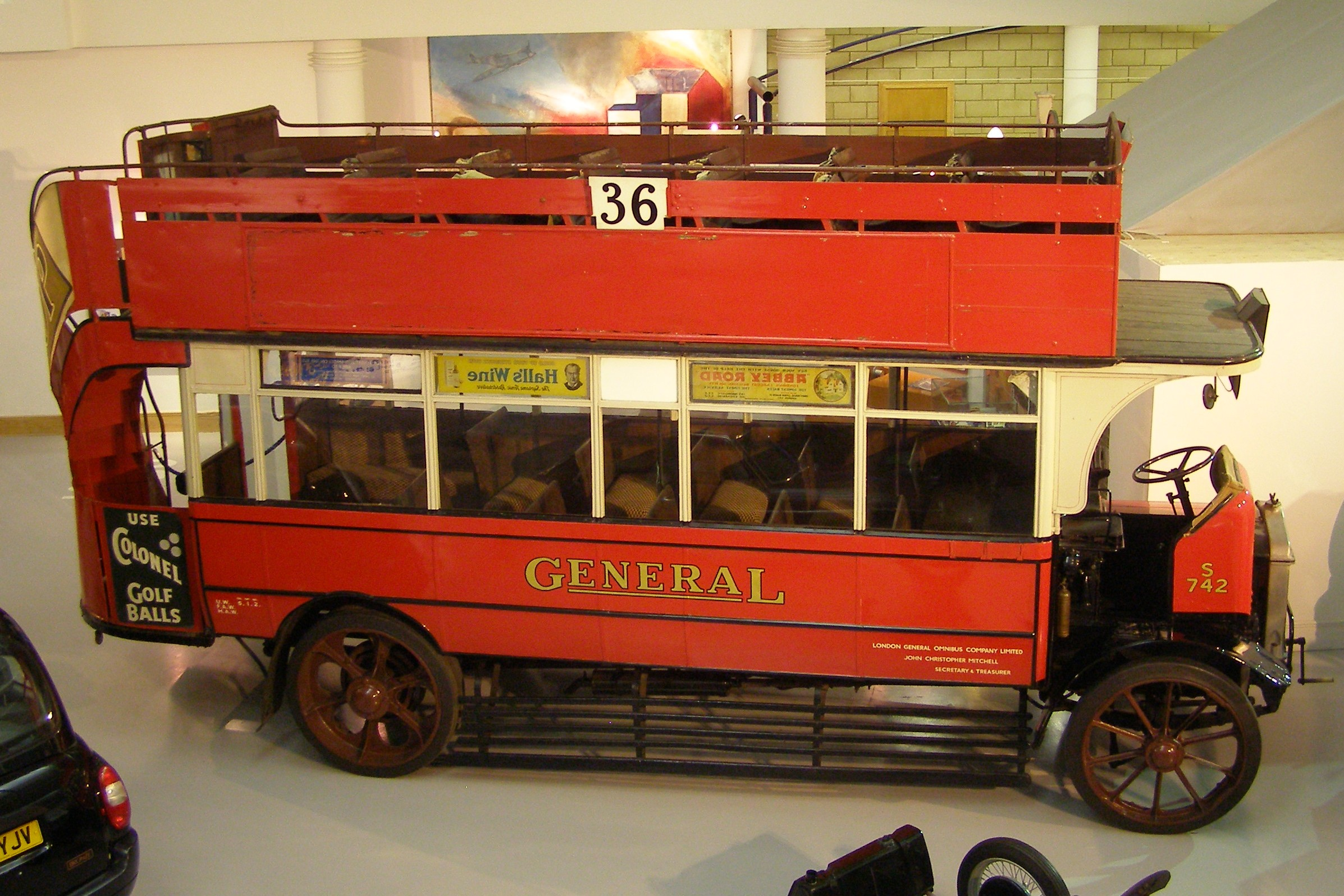
A 1921 AEC S-type в Heritage Motor Centre

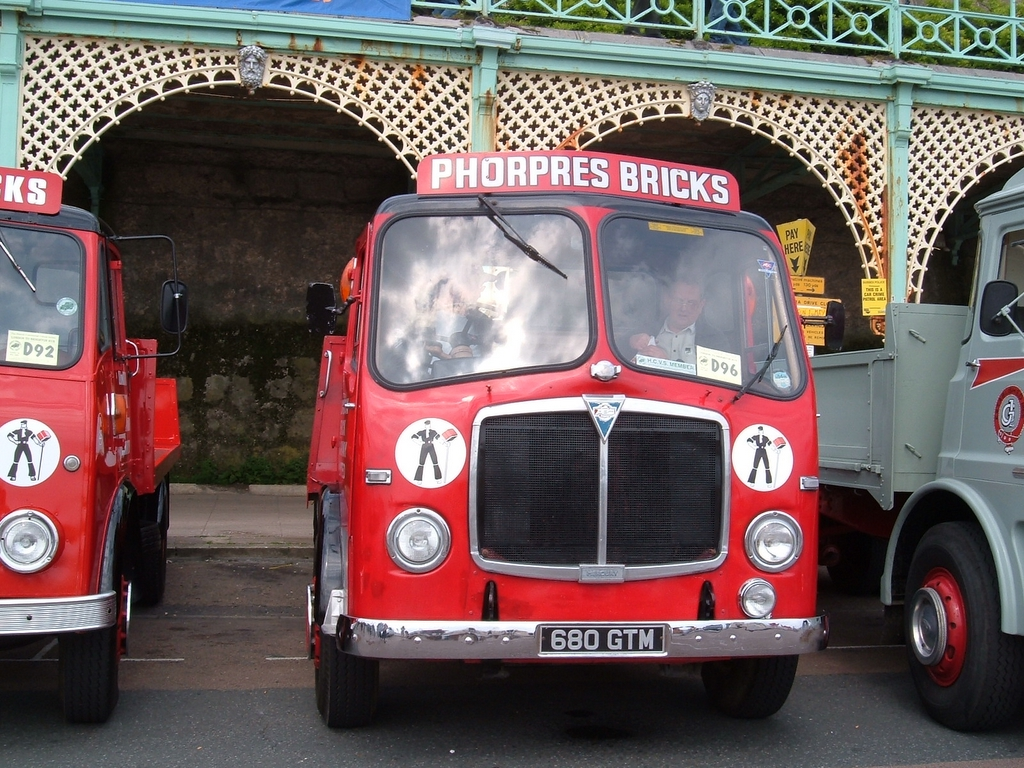
AEC Mercury 1962 года выпуска.

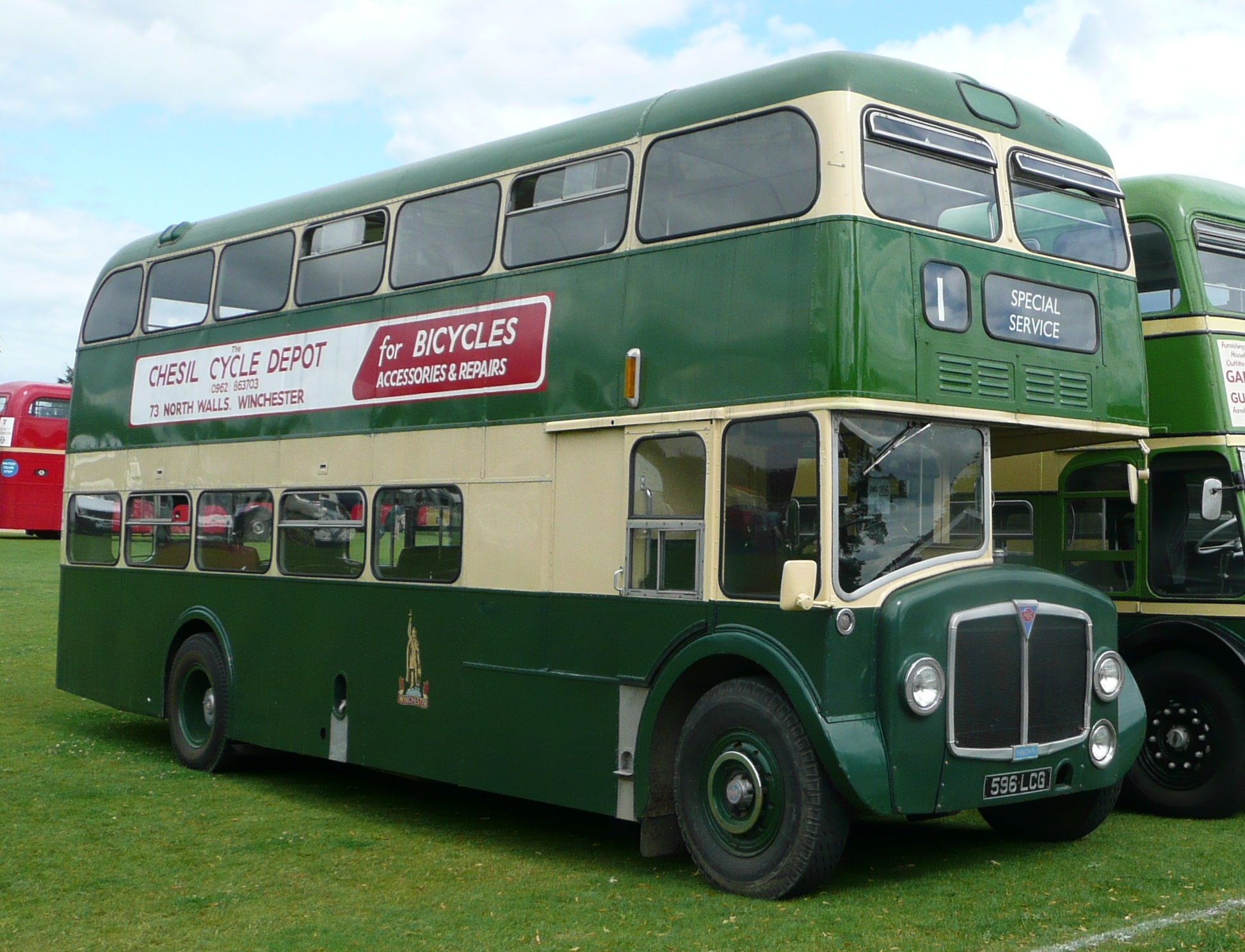
AEC Renown.

AEC (аббревиатура от англ. Associated Equipment Company) — британская автомобилестроительная компания, производившая автобусы и грузовики с 1912 по 1979 год. Полное название использовалось редко; вместо этого использовались аббревиатуры «AEC» или «ACLO». Наибольшую популярность автопроизводитель заработал благодаря двухэтажным лондонским автобусам RouteMaster, хотя «AEC» также специализировалась на экспорте коммерческих автомобилей за рубеж.

## История
1855 год — это год основания Лондонской Главной Автобусной Компании (LGOC), которая была создана для регулирования деятельности организаций, занимавшихся предоставлением услуг перевозок пассажиров.
В 1909 году началось производство омнибусов, укомплектованных моторами, для собственных нужд. Первая модель называлась X-type, её конструктором был Френк Серл. После неё мир увидела модель B-type, которая считается первым коммерческим авто серийного производства.
В 1912 году компания «Underground Group», владевшая на тот момент значительной частью линий метро в Лондоне, поглотила «LGOC» и запустила процесс модернизаций. Одним из изменений политики организации стало создание отдельного концерна, который должен был заниматься изготовлением деталей и частей для автобусов. Именно это направление и получило название «AEC».
В 1914 году производственные возможности «AEC» сыграли очень важную роль, в полной мере обеспечивая армию грузовиками. Спустя ещё два года с конвейера вышел трёхтонный грузовик Y-type, производство которого было продолжено в послевоенные годы. Именно после 1916 года компания стала считаться не только автобусной, но и производителем грузовиков.
В 1927 году производственные мощности были перенесены на другой автомобильный завод в Саутхолл. Спустя год в компанию был принят новый инженер-конструктор, вклад которого обеспечил «AEC» репутацию производителя надежных автомобилей высокого качества.
С 1930-х годов «AEC» внедрила дизельные силовые агрегаты во все модели автомобилей. За последующие несколько лет на рынок вышло множество моделей грузовиков (Majestic, Mercury, Mammoth и др.) и автобусов (Regal, Regent, Renown и др.), производство которых продолжалось до 1945 года.
С 1931 года компания «AEC» начинает производство и выпуск троллейбусов совместно с организацией «English Electric», которая специализировалась на установке электродвигателей и элементов управления.
В 1932 года после приобретения контрольного пакета акций компании «FWD», «AEC» распространила установку некоторых своих стандартных комплектующих на их производство. На автомобильные рынки они поступали под именем «Hardy», чтобы не возникало путаницы.
В 1941 году все производственные силы «AEC» были направлены на обеспечение нужд фронта, поэтому выпуск гражданских авто был приостановлен. Была разработана модель десятитонного артиллерийского тягача 4х4 на основе грузовика Matador, а чуть позже появилась модификации 6х6, которая называлась Marshall. Для производства таких тягачей в 1941 году образовалось отдельное направление «AEC Armoured Car».
После окончания мировой войны спрос на некоторые виды транспорта значительно снизился, поэтому в 1946 году «AEC» совместно с «Leyland Motors» создали общее направление производства «British United Traction Ltd», производившее троллейбусы и тяговое оборудование, которое устанавливалось на дизельные поезда. В том же году «AEC» обновила некоторые модели гражданских автомобилей. В 1947 году возобновилось производство модели 0961 RT, а спустя ещё год «AEC» продолжила выпуск Matador, Mammoth Major и Monarch MK III.
1 октября 1948 году было основано «Associated Commercial Vehicles Ltd» — холдинговая компания «AEC». В 1949 году «ACV» купила автобусное кузовное производство «Park Royal Vehicles» и вместе с этим провела модернизацию выпускаемых кабин. После 1950-х годов новые кабины устанавливались на все модели.
В 1961 году «ACV» приобрела «Transport Equipment» и расширила производственные мощности. С 1960-х годов финский автопроизводитель грузовиков «Vanaja» начал комплектовать автомобили силовыми агрегатами «AEC».
В 1962 году концерн «ACV» переходит к «Leyland Motors Ltd», а «AEC» начинает производство грузовиков с кузовами «Ergomatic», которыми раньше оснащались автомобили Leyland.
В 1968 году «AEC» останавливает выпуск двухэтажных автобусов, ещё спустя 10 лет прекращается производство грузовиков и туристических автобусов.